# Claudia Harsch
Claudia Harsch (* 14. November 1969 in Augsburg) ist eine deutsche Sprachwissenschaftlerin.

## Leben
Nach dem Abitur 1992 am Bayernkolleg Augsburg erwarb sie 2001 den Magistra Artium Deutsch als Fremdsprache, Didaktik des Englischen, Anglistik, Universität Augsburg, 2006 die Promotion zur Doktorin der Philosophie im Fach Didaktik des Englischen in Augsburg bei Hans Jürgen Heringer, 2010 das Postgraduate Certificate in Academic and Professional Practice an der University of Warwick und 2015 die Habilitation (Venia Legendi für die Fächer Didaktik des Englischen und Sprachlehrforschung) bei Konrad Schröder an der Universität Augsburg. Seit 2016 ist sie Professorin für Sprachlehr- und -lernforschung Fachbereich 10 der Universität Bremen.
Ihre Forschungsschwerpunkte sind gemeinsamer Europäischer Referenzrahmen und Bildungsstandards als Mittel zur Verbindung von Lehren, Lernen und Beurteilung in Schule und Hochschule, Sprachen in der Migrationsgesellschaft; Förderung der Mehrsprachigkeit, Verknüpfung von qualitativen und quantitativen Methoden zur Entwicklung und Validierung sprachlicher Beurteilungsinstrumente, Rolle von Sprachvorbereitung und Sprachzugangstests im Hochschulbereich, Konzeptualisierung und Beurteilung sprachlicher und interkultureller kommunikativer Kompetenzen: Vorbereitung (internationaler) Studierender auf die Anforderungen der globalisierten Arbeitswelt, Modellierung von sprachlichen, kommunikativen und interkulturellen Kompetenzen, Konstruktion empirisch fundierter Kompetenzniveaus, innovative Verfahren zur Integration von Lehren, Lernen und Beurteilung: das Potential von Dynamic Assessment, empirische Verfahren in der Fremdsprachendidaktik, Verknüpfung Didaktik und empirische Bildungsforschung; Evaluation der Bildungsstandards und Professionalisierung von Fremdsprachenlehrenden in Schule und Hochschule.

## Schriften (Auswahl)
- Der gemeinsame europäische Referenzrahmen für Sprachen. Leistung und Grenzen. Saarbrücken 2007, ISBN 978-3-8364-2282-6.
- mit Hans P. Krings und Bärbel Kühn (Hg.): Inhalt und Vielfalt – neue Herausforderungen für das Sprachlernen und -lehren an Hochschulen. Erträge des 5. Bremer Symposions. Bochum 2017, ISBN 3-925453-64-4.
- mit Ema Ushioda und Christophe Ladroue: Investigating the predictive validity of TOEFL iBT scores and their use in informing policyin a U.K. university setting. Princeton 2017.
- mit Anikó Brandt und Astrid Buschmann-Göbels (Hg.): Der Gemeinsame Europäische Referenzrahmen für Sprachen und seine Adaption im Hochschulkontext. 6. Bremer Symposion zum Sprachenlernen und -lehren. Bochum 2018, ISBN 978-3-925453-66-3.